# Dystasia multifasciculata
Dystasia multifasciculata là một loài bọ cánh cứng trong họ Cerambycidae.